# Ural (Krasnoiarsk)
Ural (en rus: Урал) és un poble (un possiólok) del krai de Krasnoiarsk, a Rússia, que el 2017 tenia 1.666 habitants. Pertany al districte de Zaoziorni.